# Стојић
Стојић је српско и хрватско презиме. Значајни људи са овим презименом су:
- Немања Стојић (1998), српски фудбалер
- Никола Стојић (1974), српски веслач
- Ранко Стојић (1959), српски фудбалер и менаџер